# Glenea medea
Glenea medea là một loài bọ cánh cứng trong họ Cerambycidae.